# Башачикоглу, Билал
Билал Башачикоглу (тур. и нидерл. Bilal Başaçikoğlu; родился 26 марта 1995 года в городе Занстад, Нидерланды) — нидерландский и турецкий футболист, полузащитник турецкого клуба «Тузласпор».

## Клубная карьера
Башачикоглу — воспитанник клуба «Аякс». В 2011 году он попал в молодёжную систему команды «Херенвен». 8 ноября 2013 года в поединке против «Валвейк» Билал дебютировал в Эредивизи, заменив Хаким Зиеша. 21 декабря в матче против АЗ Башачикоглу забил свой первый гол за «Херенвен». Летом 2014 года Билал перешёл в «Фейеноорд». Сумма трансфера составила 2,5 млн. евро. 10 августа в матче против АДО Ден Хааг он дебютировал за новую команду. 23 августа в поединке против «Витесса» Башачикоглу забил свой первый гол за «Фейеноорд». В 2016 году он помог клубу выиграть Кубок Нидерландов. В 2017 году Билал помог «Фейеноорду» впервые за 18 лет выиграть чемпионат.
Летом 2018 года Башачикоглу перешёл в «Кайсериспор».

## Достижения
Командные
«Фейеноорд»
- Чемпионат Нидерландов по футболу — 2016/17
- Обладатель Кубка Нидерландов — 2015/16
- Обладатель Суперкубка Нидерландов — 2017

## Личная жизнь
Отец Башачикоглу — турок, а мать из Марокко.